# Dong Jiong
Dong Jiong, född 20 augusti 1973, är en kinesisk idrottare som tog silver i badminton vid olympiska sommarspelen 1996 i Atlanta.